# ナディア・ギフォード
ナディア・ギフォード（Nadia Gifford, 島津 ナディア、1987年9月28日 - ）は、歌手、タレント、女優。
アメリカ合衆国・マサチューセッツ州ボストン出身。父はアメリカ人、母は日本人。早稲田大学国際教養学部卒業。2022年現在、日本とスイスに在住。

## 出演作品

### テレビ番組
- えいごであそぼ（NHK教育、1995年）
- フルーツサンデー（NHK BS2、1997年）
- 英語キッズ（テレビ朝日、2000年）
- まちかどド・レ・ミ（NHK教育） - ナナ 役（2001年 - 2002年）
- FOX BACKSTAGE PASS（FOXインターナショナル・チャンネルズ・ビーエスFOX） - 司会、インタビュー（2010年 - ）

### ラジオ番組
- Library by Odyssey（InterFM） - パーソナリティ（2006年7月 - 2007年3月）
- Sunday Glocal Avenue（ZIP-FM） - ミュージック・ナビゲーター（2007年4月 - 2008年3月）
- Ex-Beat（ZIP-FM） - ミュージック・ナビゲーター（2008年4月 - 2009年3月）

### ビデオ
- 円谷プロ「ウルトラの国のナディア ウルトラファミリーの英語教室 ホップ」（1996年）
- 円谷プロ「ウルトラの国のナディア ウルトラファミリーの英語教室 ステップ」（1996年）
- 円谷プロ「ウルトラの国のナディア ウルトラファミリーの英語教室 ジャンプ」（1996年）
- 円谷プロ「ウルトラマン・クッキング(1)〜ピクニック篇〜」（1996年）
- 円谷プロ「ウルトラマン・クッキング(2)〜パーティ篇〜」（1996年）
- 円谷プロ「めざせ！ウルトラクッキングVol.3〜ピクニック編〜」（1997年）
- 円谷プロ「めざせ！ウルトラクッキングVol.4〜パスタ＆ヌードル編〜」（1997年）
- 円谷プロ「めざせ！ウルトラクッキングVol.5〜和食編〜」（1997年）
- ベネッセコーポレーション こどもちゃれんじ・ミュージック「3歳からのしまじろうのえいごのうたセット」（2002年）
- ベネッセコーポレーション こどもちゃれんじ・ミュージック「4歳からのしまじろうのえいごのうたセット」（2002年）
- ベネッセコーポレーション こどもちゃれんじ・ミュージック「しまじろうのHappy Englishシリーズ Let's Go to the Zoo!」（2006年）

### ゲーム
- PS2「ポンコツ浪漫大活劇バンピートロット」（2005年） - 挿入歌、主題歌を歌う。
- PS3「ポンコツ浪漫大活劇バンピートロット2」（2007年、開発中止） - 挿入歌、主題歌を歌う。
- PSP「絶体絶命都市3 -壊れゆく街と彼女の歌-」（2009年） - 挿入歌、主題歌を歌う。
- Wii「NO MORE HEROES 2 DESPERATE STRUGGLE」（2010年） - Margaret Moonlight のキャラクターソング「フィリスタイン」を歌う。

### ミュージカル
- 赤毛のアン - 主演・ダイアナ 役（子供時代と少女時代）

## ディスコグラフィ

### シングル
- 「ラスト・クリスマス」（1993年） - デビュー作。
- 「恋はあせらず」（1994年）
- 「パフ」（1994年） - ピーター・ポール&マリーのカバー。
- 「ザ・ベスト・パート」（1994年） - ピーボ・ブライソンとのデュエット。
- 「恋ってなんだろう」（1995年） - 円谷皐とのデュエット。
- 「君は時のかなたへ」（1995年）
- 「ラスト・クリスマス」（1995年）
- 「マンボ de カネゴン」（1997年） - カネゴンの歌を歌っている。

### アルバム
- 「What a wonderful world〜天使の謳声」（1993年）
- 「OVER THE RAINBOW〜虹の彼方に〜」（1994年）
- 「ナディア・ソングブック」（1995年）
- 「ポンコツ浪漫大活劇バンピートロット ボーカルトラックス」（2005年） - ゲームは日本、アメリカ、韓国、ヨーロッパにて発売。

### その他
- 「ウルトラマンゼアス2・サウンドトラック」（1997年） - 同時上映作品『ウルトラニャン』の主題歌「MY SWEET LOVE SONG」を歌っている。
- ギタリスト土屋公平のデビュー25周年記念アルバム「GET STONED」において、“MUSIC FLOWER”及び“In the Sun” でゲストボーカルで参加している。

## その他の活動
- ベネッセ こどもちゃれんじ おやこえいご
- 東京ゲームショウ2006のアイレムブースで『ポンコツ浪漫大活劇バンピートロット』の主題歌・挿入歌を歌唱。その模様は、アイレムの公式サイトで見ることができる。
- PSPのゲーム『絶体絶命都市3 -壊れゆく街と彼女の歌-』の挿入歌「Remember」・エンディングテーマ「Forever」
- Wiiのゲーム『NO MORE HEROES 2 DESPERATE STRUGGLE』のマーガレット・ムーンライト戦BGM「PHILISTINE」
- 多数のイベント司会。ケイト・スペードのイベントや2013年7月23日「KORA Organics by Miranda Kerr」記者会見・イベント司会を担当。